# Koszmosz–2 (hordozórakéta)
A Koszmosz–2 szovjet hordozórakéta.

## Története
1957. október 4-től, az első Szputnyik–1 műhold felbocsátása hirtelen megnövelte a felhasználható hordozóeszközök igényét. Az R–7 Szemjorka rakétából kifejlesztett kettő hordozórakéta, a Szputnyik és a Vosztok állt rendelkezésre. Sürgető feladat lett, hogy egy egyszerű, könnyű és olcsó hordozóeszközt állítsanak elő. Indítható tömegként 450 kilogrammot kellett alacsony Föld körüli pályára (LEO = Low-Earth Orbit) állítani.
A Mihail Jangel által vezetett OKB–586 (Dnyipropetrovszk, Ukrajna) gyárban 1957–1960 között fejlesztett rakétát választották ki 10 kis műhold szállítására. Az egyfokozatú R–12U hordozórakétát fejlesztették tovább egy második fokozatot ráillesztésével.

## Koszmosz–2I
Koszmosz–2I (63C1; 63SZ1; SL–7; GRAU-kódja: 8K65) soros elrendezésű, folyékony hajtóanyagú kétfokozatú hordozórakéta. Indítások száma: 38 darab, 12 sikertelen.
Bruttó tömege: 48 110 kilogramm. Magassága 31, átmérője 1,6 méter. Hasznos teher 300 kilogramm. A Kapusztyin Jar rakétakísérleti lőtérről a Majak–2 indítóállásából hajtották végre a kilövéseket. Szolgálati ideje 1961. október 27-től 1967. december 19-ig tartott.

### 1. fokozat
Jelzése Kosmos A–1. Bruttó tömege: 39 515 kilogramm. Tolóerő: 730,5 kN. Magassága 18, átmérője 1,6 méter. Hajtóanyaga: salétromsav/kerozin. Egy darab RD–214 hajtómű mozgatta.

### 2. fokozat
Jelzése Kosmos A–2. Bruttó tömege: 8595 kilogramm. Tolóerő: 105,510 kN. Magassága 7,80, átmérője 1,6 méter. Hajtóanyaga: Lox/UDMH. Egy darab RD–119 hajtómű mozgatta.
A 63SZM (63CM), erősebb hajtóművel 450 kilogramm hasznos terhet mozgatott. A Pleszeck űrrepülőtérről 122 darabot (9 sikertelen) indítottak. Szolgálati ideje 1966. május 24-től 1977. június 18-ig tartott.

## Koszmosz–2I
A Koszmosz–2I (GRAU-kódja: 11K63) a Koszmosz–2I (63C1; 63SZ1) korszerűsített, továbbfejlesztett változata. Szolgálati ideje 1965. október 19-től 1977. június 18-ig tartott. 450 kilogramm hasznos tehet mellett a 126 sikeres indítások aránya: 93,65%.
A rakétákat a Koszmosz–3 és a Koszmosz–3M váltotta.

## Lásd még
- Koszmosz (hordozórakéta)